# 神奈川県道708号秦野大井線

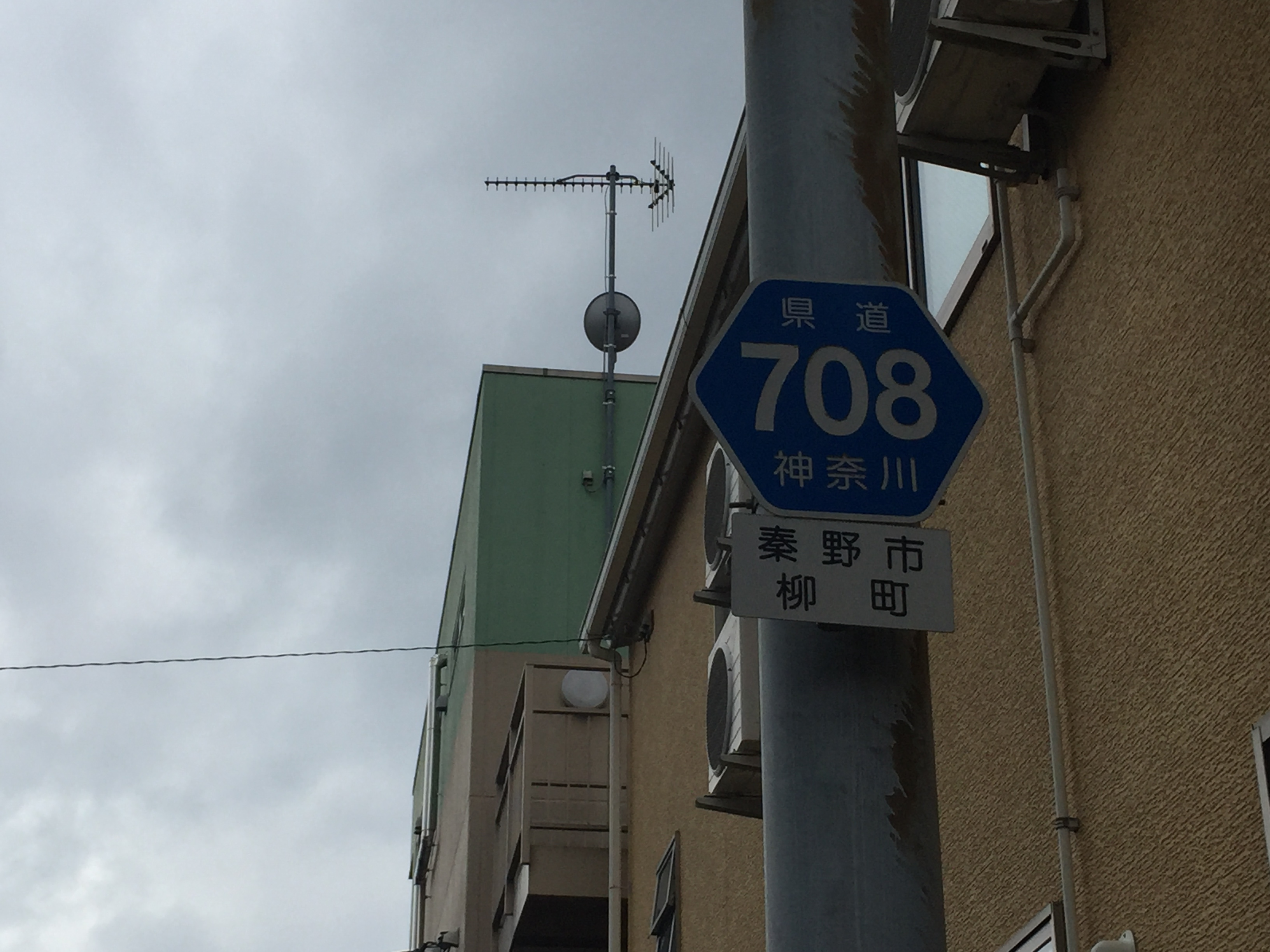
県道番号標示（秦野市柳町）

神奈川県道708号秦野大井線（かながわけんどう708ごう はだのおおいせん）は、神奈川県秦野市柳町から足柄上郡大井町山田に至る県道である。

## 概要
- 延長：6.1km
- 起点：神奈川県秦野市柳町
- 終点：神奈川県足柄上郡大井町山田（神奈川県道77号平塚松田線篠窪入口交差点）
- Google マップ

## 通過する自治体
- 神奈川県
  - 秦野市 - 足柄上郡大井町

## 歴史
- 1975年（昭和50年）：市町村道から県道に昇格[1]。
- 1998年（平成10年）12月：篠窪隧道拡幅工事完成[1]。

## 接続路線
- 国道246号（曲松交差点）
- 神奈川県道77号平塚松田線（篠窪入口交差点）

## 改良事業
当路線は従来ほとんどの区間が、1車線 - 1.5車線の狭隘な路線であった。そのため、長年にわたり改良事業が続けられている。以下で、特に重要な改良について述べる。

### 峠地内
まず、峠とは渋沢の中の地区名である。峠隧道を抜けた先にある。従来集落の中を県道が通っており、集落を過ぎたところでは、極めてすれ違い困難な区間が存在していた。そのため狭隘な区間も合わせて集落を通らないようにバイパスが建設された。なお旧道も県道として存続している。

### 篠窪地内
篠窪とは大井町に入ってすぐの集落である。大井町に入ってから篠窪の集落までに狭隘区間が存在する。そのため、狭隘区間と集落をバイパスし、篠窪隧道手前で合流するバイパスが建設された。

### 篠窪隧道関連
篠窪隧道自体も拡幅されたが、隧道を過ぎたところにある狭隘区間をバイパスする事業も行われた。旧道は大井町道に降格。

## 周辺
- 小田急小田原線 渋沢駅
- 第一生命保険株式会社 大井本社跡
- 東名高速道路 大井松田IC

## トンネル
- 峠隧道（秦野市）
  - 歩道が左右にわずかしかないやや狭隘なトンネルである。なお、車道は2車線ある。
- 篠窪隧道（大井町）
  - かつては1車線しかないすれ違い不可能なトンネルであったが、一年間ほどの通行止めを経て、2車線で歩道が片側にある通行しやすいトンネルに拡幅されている。